# راهنمای کوه
راهنمای کوه، کوهنوردی حرفه ای، باتجربه و آموزش دیده است که مدرک رسمی تأیید شده از طرف اداره دولتی مربوطه، مقامات محلی یا انجمن های راهنمایان کوه دریافت کرده است. راهنمای کوه به عنوان فردی با تخصص بالا در کوهنوردی، برای آموزش یا هدایت در کوه توسط افراد یا گروه ها به کار گرفته می شود. حرفه راهنمای کوه در اواسط قرن نوزدهم زمانی که کوه نوردی آلپاین به عنوان یک ورزش شناخته شد، پدید آمد.

## دانش و مهارت ها
مهارت های راهنمای کوه عبارتند از:
- صخره نوردی
- یخ نوردی
- کوهنوردی
- اسکی

راهنمای کوه برای کسب این مهارت ها نیازمند این دانش ها است:
- ارزیابی و تفسیر آب و هوا
- جهت یابی
- ارزیابی ریسک
- بهمن شناسی
- کمک های اولیه

## خدمات
راهنمایان حرفه ای کوه علاوه بر تضمین ایمنی در صعودها، خدمات دیگری نیز به مشتریان خود ارائه می دهند. این خدمات به ویژه زمانی که وقت یا تجهیزات مشتری محدود است یا از منطقه ای ناآشنا بازدید می کند می تواند کیفیت برنامه کوهنوردی را به شکل قابل توجهی بهبود بخشد. این خدمات جانبی می تواند موارد زیر را شامل شود:
- ارائه دانش محلی دقیق از مسیرهای کوهستانی، آب و هوا، برف و شرایط یخچال های طبیعی؛
- آموزش های ویژه در مهارت های آلپاین مانند اسکی، شناخت بهمن، صخره نوردی، یخ نوردی، ناوبری در کوهستان و استفاده صحیح از ابزارهای کوهنوردی مانند کلنگ، تبر یخ، کرامپون، طناب، حمایت در کوهنوردی و غیره؛
- تسهیل در استفاده از امکانات محلی مانند رزرو پناهگاه؛ و گاهی اوقت دسترسی به مناطق خاص مانند پارک های ملی آمریکا.